# Rhys Haydn Williams
Pour les articles homonymes, voir Rhys Williams et Williams.
Pas d'image ? Cliquez ici

a Compétitions nationales et continentales officielles uniquement.

b Matchs officiels uniquement.
Rhys Haydn Williams, né le 14 juillet 1930 à Cwmllynfell et mort le 27 janvier 1993 à Whitchurch, est un joueur de rugby gallois, évoluant au poste de deuxième ligne pour le pays de Galles.

## Carrière
Il dispute son premier test match le 13 mars 1954 contre l'équipe d'Irlande, et son dernier test match contre l'équipe de France le 16 janvier 1960. Il joue un total de 23 matches avec le XV du Poireau. Il joue dix matches avec les Lions en 1955 en tournée en Afrique du Sud et en 1959 en tournée en Australie et en Nouvelle-Zélande. Il évolue pour les clubs de rugby de Llanelli RFC et Bristol. Il connaît également vingt-deux sélections avec les Barbarians de 1954 à 1959.

## Palmarès
- Trois victoires dans le Tournoi des Cinq Nations en 1954, 1955 et 1956.

## Statistiques en équipe nationale
- 23 sélections
- 3 points (1 essai)
- Sélections par année : 3 en 1954, 3 en 1955, 3 en 1956, 4 en 1957, 5 en 1958, 4 en 1959, 1 en 1960
- Sept participation au Tournoi des Cinq Nations en 1954, 1955, 1956, 1957, 1958, 1959 et 1960.